# Henryk Sadowski
Henryk Sadowski, kryptonim H.S. (ur. 15 lipca 1847 w Warszawie, zm. 28 marca 1908 tamże) – polski publicysta, sekretarz redakcji „Kuriera Warszawskiego”.

## Życiorys
Był synem Szczepana i Klementyny z Boczkowskich. Uczęszczał do gimnazjum w Warszawie, przerwał naukę po wybuchu powstania styczniowego; walczył w powstaniu na terenie ziemi piotrkowskiej. W 1867 podjął studia na Wydziale Prawnym Szkoły Głównej Warszawskiej, ukończył je już po przekształceniu uczelni w Uniwersytet Warszawski (1870). Po studiach pracował jako urzędnik w Banku Polskim, a od 1888 w redakcji „Kuriera Warszawskiego”. Redagował dział numizmatyczny, nowości wydawniczych i czasopiśmienniczych, był recenzentem wystaw malarstwa i rzeźby. Od 1891 (do końca życia) był sekretarzem redaktora naczelnego pisma.
Na łamach „Kuriera Warszawskiego”, a także innych pism („Wędrowiec”, „Biesiada Literacka”, „Kłosy”, „Świat”, „Tygodnik Ilustrowany”, „Tygodnik Polski”, „Ziarno”) publikował artykuły poświęcone zabytkom warszawskim, numizmatyce polskiej, heraldyce. Z większych prac ogłosił m.in. przekład traktatu O rzeczypospolitej Cycerona (1873) oraz Ordery i odznaki zaszczytne (1904-1907, 2 części).
Był także encyklopedystą. Na prośbę Zygmunta Glogera napisał do jego Encyklopedii staropolskiej hasło Ordery polskie. Jego nazwisko jako współtwórcę tej encyklopedii wymienia autor w posłowiu tomu IV .
Był żonaty, miał córkę. Został pochowany na Powązkach (kwatera 177-2-6/7/8).